# Myrrhinium atropurpureum
Myrrhinium atropurpureum är en myrtenväxtart som beskrevs av Heinrich Wilhelm Schott. Myrrhinium atropurpureum ingår i släktet Myrrhinium och familjen myrtenväxter.

## Underarter
Arten delas in i följande underarter:
- M. a. atropurpureum
- M. a. octandrum